# Ganvie

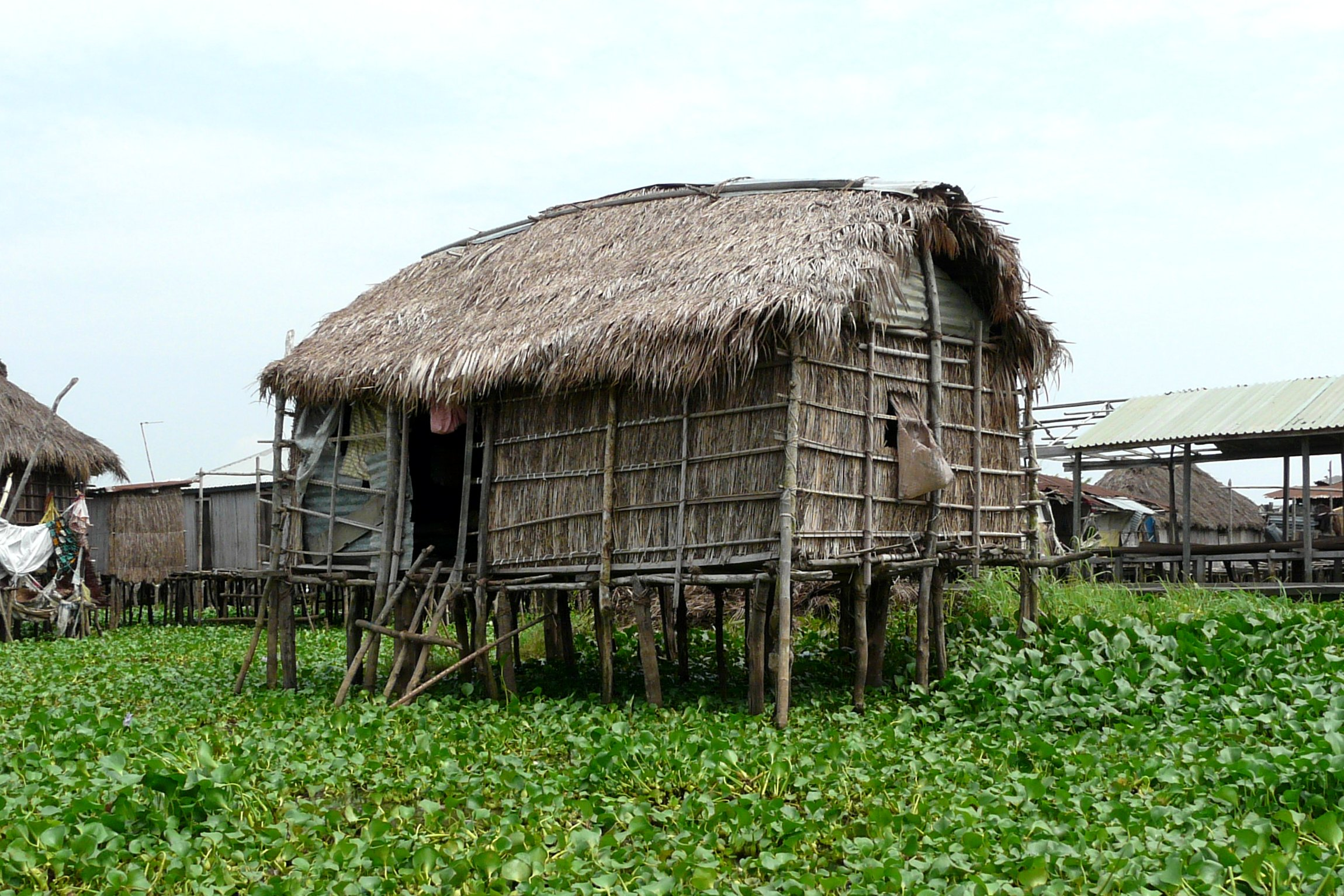
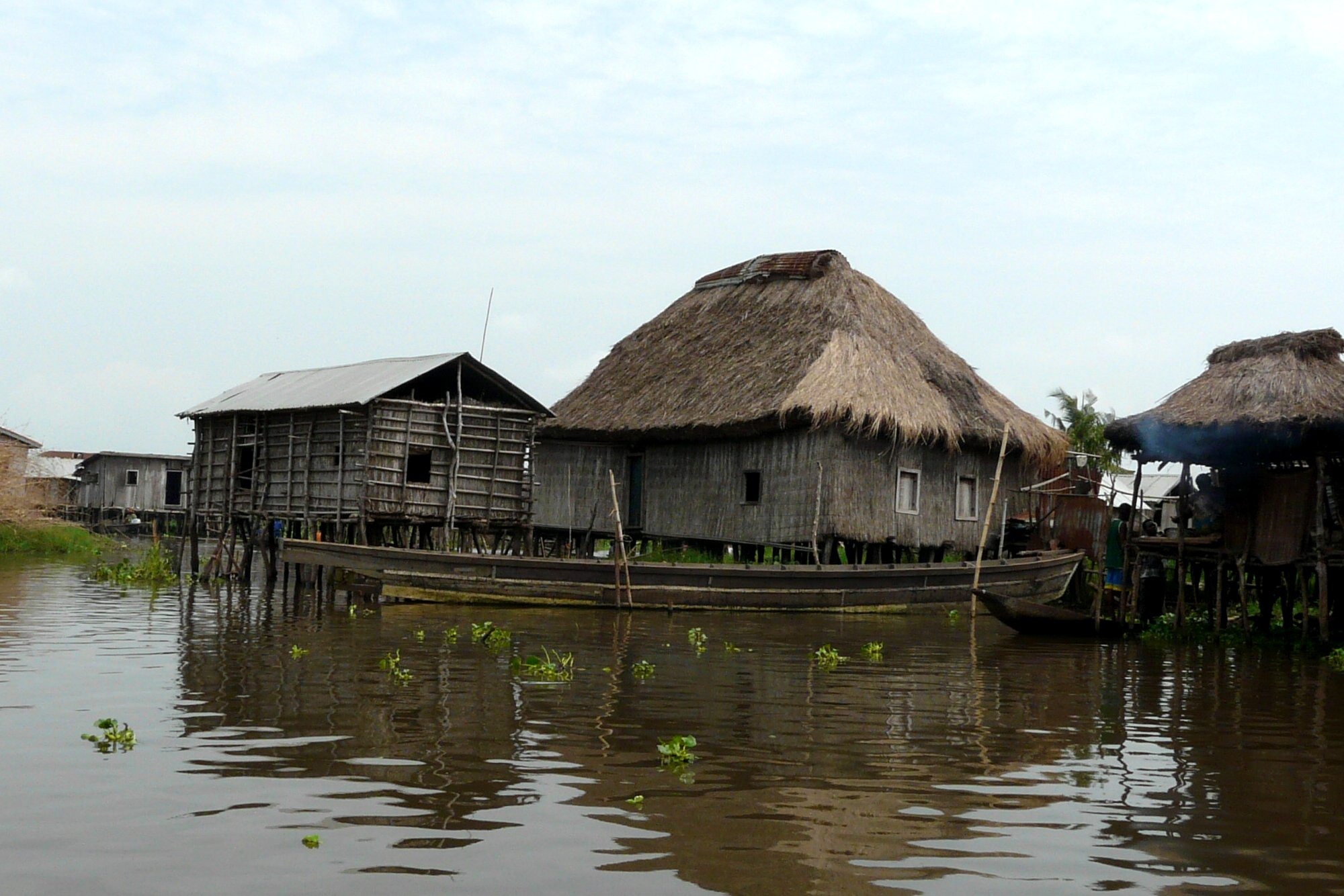
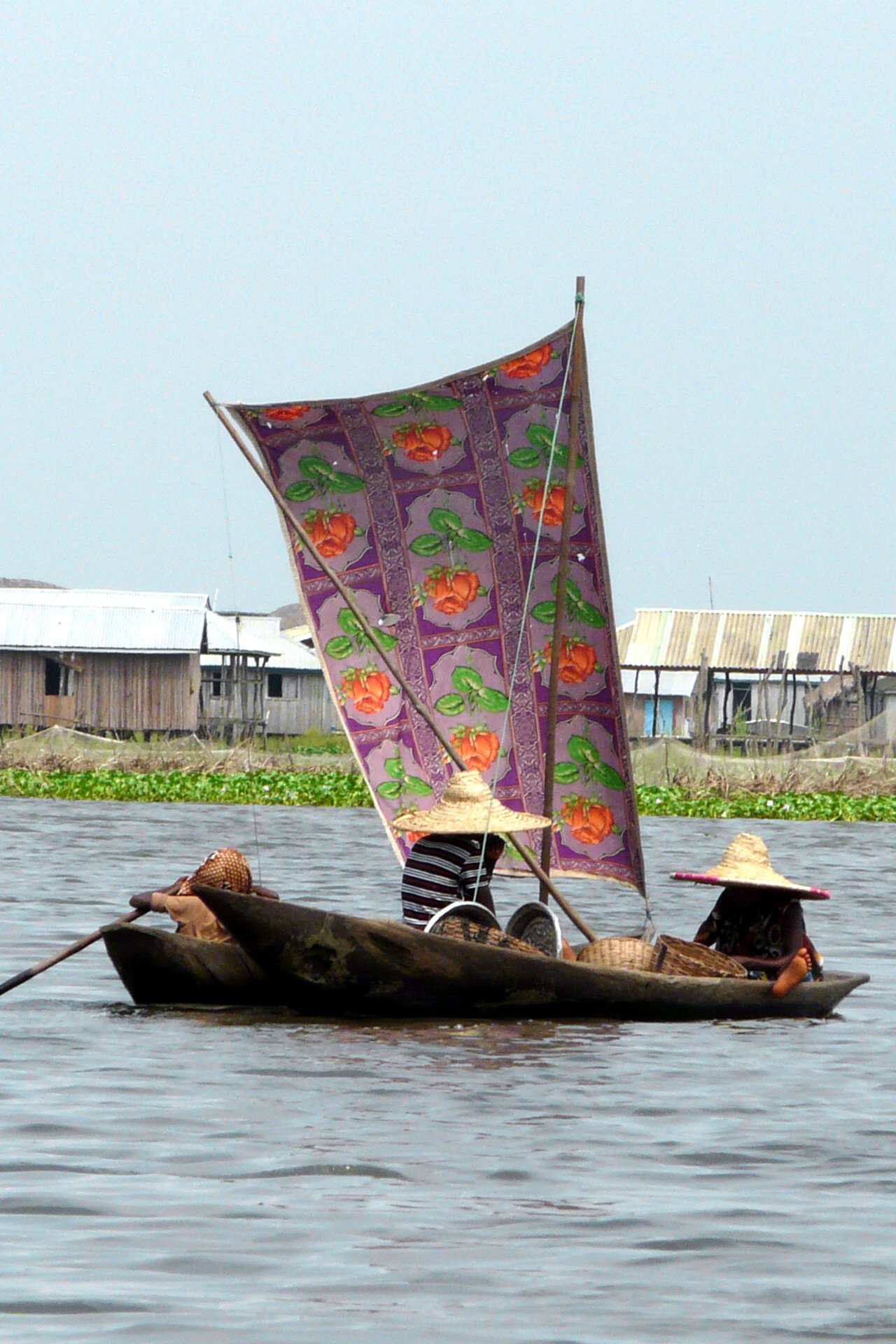

Ganvie este un oraș din Benin.